# Ampharete longipaleolata
Ampharete longipaleolata är en ringmaskart som beskrevs av Uschakov 1950. Ampharete longipaleolata ingår i släktet Ampharete och familjen Ampharetidae. Inga underarter finns listade i Catalogue of Life.